# Boldești-Scăeni
Boldești-Scăeni es una ciudad de Rumania situada en el distrito de Prahova. Según el censo de 2021, tiene una población de 10 298 habitantes.

## Demografía
| 1948 | 1956 | 1966 | 1977 | 1992   | 2002   | 2011   | 2021   |
| s/d  | s/d  | s/d  | 9681 | 11 757 | 11 491 | 11 137 | 10 298 |